# Erik Clausen
Erik Clausen (født 7. marts 1942 i København, død 30. oktober 2024) var en dansk multikunstner (musiker, skuespiller, instruktør og manuskriptforfatter) og markant debattør på Venstrefløjen.

## Karriere
Erik Clausen, der voksede op i Sydhavnen, var udlært maler og blev kunstmaler og filminstruktør.
I en årrække var han sammen med Villy Skibby en lovende cykelrytter, men droppede cykling på eliteplan.[kilde mangler]
I 1960'erne var han utilfreds med de etablerede kunstgallerier og begyndte at udstille på gaden sammen med Leif Sylvester Petersen. Det blev under navnet Clausen & Petersen til gadecirkus og showbiz i det hele taget.
I kunstnerkollektivet Røde Mor havde Erik Clausen en fremtrædende rolle som blandt andet sanger, og senere havde han en musikalsk karriere solo og i diverse konstellationer.
I 2023 blev Erik Clausen tildelt en Æresbodil for sit virke i og bidrag til dansk film.
I oktober 2023 udsendte forlaget People's bogen "Den Frigjorte – Erik Clausen, hans film og hvordan de blev til", skrevet af Anders Højberg Kamp og Michael Jensen, der gennemgik alle Clausens film. Bogen har, foruden hovedpersonen selv, cirka 100 forskellige kilder der alle har arbejdet med Erik Clausens film foran eller bag kameraet. Bogen fik en positiv modtagelse og rosende ord med på vejen.

### Musikalsk karriere
Dette afsnit eller denne liste er kun påbegyndt. Hvis du ved mere om emnet, kan du hjælpe Wikipedia ved at tilføje mere.

I Røde Mors Rock Cirkus var Erik Clausen blandt andet recitør og live også en slags konferencier. Han kan høres på nummeret Bolighaj fra albummet Hjemlig Hygge fra 1976, samt ses i den tilhørende video.
I musikalske sammenhænge var Clausen største succes nok hittet Mormors kolonihavehus fra 1978 som han skrev teksten til.
Det blev også til en del pladeudgivelser både solo og med Leif Sylvester Petersen.
Desuden skrev Erik Clausen flere sangtekster til og med Kim Larsen, herunder de to hits Rita (Maj '45) og Vi er dem (de andre ikke må lege med).

### Start på Filmisk karriere
Livet som gøgler og artist blev foreviget i den meget selvbiografiske film Cirkus Casablanca. Med den gjorde Erik Clausen status og brugte mere tid på at arbejde som kunstmaler.

### TV-show
I starten af 1990'erne blev vist en række tv udsendelser, Clausen & Hausgaard, hvor Erik Clausen blev sat sammen med den diametralt modsatte, sindige nordjyske sanger / entertainer Niels Hausgaard. Udsendelserne ramte noget i tiden og blev en kæmpe succes. I dag har de kultstatus.[kilde mangler]

### Filmisk karriere
Erik Clausen arbejdede en del sammen med sangeren Kim Larsen, blandt andet i filmen Midt om natten. Filmen blev filminstruktøren Erik Ballings sidste, før han trak sig tilbage. Erik Clausen var også på scenen i Kim Larsens Cirkus Himmelblå samt ved et utal af andre koncerter, hvor Erik Clausens talent for at tale meget, hurtigt og præcist kom til udtryk.
Erik Clausen benyttede flere gange Kim Larsen til at skrive musik til sine film.[kilde mangler]

### Politisk kunst
Klassekamp er den røde tråd i mange af Erik Clausens film: Den lille mand mod kapitalismen. I langt de fleste film skrev Erik Clausen en rolle til sig selv. Han praktiserede med glæde begge dele.[kilde mangler]
Erik Clausen var formand for LO's Kulturelle Vismandsråd, formand for Billedkunstnernes Forbund, modtog Jytte-prisen, HK's kommunale Landsforenings Biblioteksudvalgs kulturpris i 1992, Paul Hammerich-Prisen i 1999, Døssingprisen 2000 og Gelsted-Kirk-Scherfig-Prisen i 2001.
Erik Clausen var aktiv i Danmarks Kommunistiske Parti, men forlod partiet med henvisning til topstyringen: "Her havde man et forhold til kritik som det nonnen havde til sømanden. I stedet for at tage ved lære af det bedste i eurokommunismen opererede man i DKP så kraftigt med et falsk loyalitetsbegreb, at partiet totalt mistede sin troværdighed. Selv meldte jeg mig ud, og andre foretrak at blive smidt ud."
I 2000 blev Erik Clausen modvilligt optaget i Kraks Blå Bog. Han udtalte i den forbindelse, at han anså "dens hensigter og dens mentalitet så langt fra det, som jeg arbejder med og står for", og kaldte den for "en elitær fedterøvsbog".
Han medvirkede på Bikstok Røgsystems "Fabrik" fra 2005, hvor han i slutningen af sangen reciterer tekster om arbejderklassen og fabrikker. Sangen toppede som #1 på Tracklisten.

## Diskografi
Tekst mangler, hjælp os med at skrive teksten

## Udvalgte film som skuespiller
- Mig og Charly (1978)
- Cirkus Casablanca (1981)
- Felix (1982)
- Rocking Silver (1983)
- Midt om natten (1984)
- Tarzan Mama Mia (1989)
- Den store badedag (1991)
- De frigjorte (1993)
- En loppe kan også gø (1996)
- Slip hestene løs (2000)
- Inkasso (2004)
- Villa Paranoia (2004)
- Ledsaget Udgang (2007)
- Frihed på prøve (2010)
- Mennesker bliver spist (2015)
- Aldrig mere i morgen (2017)

## Udvalgte film som manuskriptforfatter og instruktør
- Cirkus Casablanca (1981)
- Felix (1982)
- Rocking Silver (1983)
- Manden i Månen (1986)
- Rami & Julie (1988)
- Tarzan Mama Mia (1989)
- De frigjorte (1993)
- Min fynske barndom (1994)
- En loppe kan også gø (1996)
- Slip hestene løs (2000)
- Villa Paranoia (2004)
- Ledsaget Udgang (2007)
- Frihed på prøve (2010)
- Mennesker bliver spist (2015)
- Aldrig mere i morgen (2017)

## Dokumentarfilm om Erik Clausen
- En god klovn - dansk portrætfilm af Prami Larsen og Lars Movin fra 1989